# Carl Leopold Gottfried Sattig
Carl Leopold Gottfried Sattig (* 22. Dezember 1774 in Glogau; † 23. Juni 1844 in Glogau) war ein deutscher Jurist, Notar, Consulent und kgl. Justizrat in Glogau.

## Leben und Wirken

### Familie
Sattig wurde als Sohn des Kupferschmiedes und Bürgermeisters Christian Gottfried Sattig (1730–1801) und seiner Ehefrau Christiane Susanne geb. Lauterbach (1744–1801) in Glogau geboren.
Er heiratete 1803 in Glogau Caroline Wilhelmine Auguste Cramer (1784–1872), die Tochter der Eheleute Carl Christoph Cramer, Kgl. Hofrat in Glogau, und Louise Ernestine Cramer geb. Kirstein, die Pflegetochter des Stifters der Hofrat Simon Heinrich Sack’sche Familienstiftung, Simon Heinrich Sack.
Die Schwester der Ehefrau Amalie Henriette Caroline Louise Cramer (1778–1849), Beraterin und Freundin von militärischen und politischen Persönlichkeiten in Berlin und Salonière vor und während der Freiheitskriege, war verheiratet mit dem Geh. Regierungsrat und Chefpräsidenten der Oberrechnungskammer in Berlin, Heinrich Huldreich Peter von Béguelin (1765–1818).
Aus der Ehe sind sechs Kinder hervorgegangen. Besonders erwähnenswert sind:
- Carl Ernst Eduard Moritz Sattig (1804–1884), Königlicher Justizrat
- Wilhelm Leopold Hugo Sattig (1807–1884), Geh. Reg. Rat, Bürgermeister von Görlitz und Bankdirektor.

Carl Ernst Eduard Moritz Sattig ist der Urgroßvater des Rechtswissenschaftlers Prof. Ernst von Caemmerer (1908–1985).
Verwandtschaftliche Beziehungen bestanden auch zu Nikolaus von Béguelin, dem Erzieher des preußischen Thronfolgers und späteren Königs Friedrich Wilhelm II sowie Direktor der Philosophischen Klasse der Königlich-Preußischen Akademie der Wissenschaften in Berlin. Dieser hatte 1761 Marie-Catharine Pelloutier (1733–1794) geheiratet, die Tochter des Kaufmanns Jean-Barthélémy Pelloutier und seiner Ehefrau Charlotte Jassoy (1700–1773), die Tochter des Juweliers Pierre Jassoy (1658–1714).  Charlotte Jassoy war also die Schwester von Rachel Jassoy, der Mutter von Hainchelin.
Später kam es zu einer Ehe zwischen den Mitgliedern der Familien de Béguelin, Hainchelin und Sattig, als die Tochter von Carl Heinrich Hainchelin und Nanni Leidemit, Louise Hainchelin (1806–1875) im Jahre 1831 den königlichen Justizrat Carl Ernst Eduard Moritz Sattig (1804–1884) heiratete, den Sohn von Sohn von Carl Leopold Gottfried Sattig und seiner Frau Caroline Wilhelmine Auguste Sattig geb. Cramer. Diese war, wie oben dargelegt,  die Schwester der Salonnière  Amalie von Béguelin geb. Cramer (1778–1849), die mit dem Sohn von Nikolaus von Béguelin, dem Finanzrat  Heinrich Huldreich Peter von Béguelin (1765–1818), in zweiter Ehe verheiratet war.
Die Tochter des Carl Ernst Eduard Moritz Sattig und seiner Ehefrau Louise Hainchelin, Klara Sattig (1837–1910), war verheiratet mit dem Landgerichtspräsidenten von Beuthen, Guben und Cottbus Gotthard Julius Jekel (1833–1905)

### Ausbildung
Der Vater, der ein gebildeter, umsichtiger und wohlhabender Bürger war, sorgte für eine zweckmäßige Erziehung. Zunächst besuchte Sattig die Schule in Groß-Glogau und kam Ostern 1791 nach Breslau in die Pension des aus Glogau stammenden Schriftstellers, Philologen und Philosophen der deutschen Spätaufklärung Georg Gustav Fülleborn, der neben seinem Amt als Diakon der Lutherischen Kirche Professor der Klassischen Sprachen am Elisabeth-Gymnasium (Elisabethan) zu Breslau war. An dieser Schule erhielt Sattig 1794 das Zeugnis der Reife. Nach dem zweijährigen juristischen Studium an der Universität in Halle kehrte er nach Glogau zurück und bestand bei dem Königl. Ober-Amt in Glogau das Auskulatorexamen und wurde im Oktober 1797 als Inquirent (strafrechtliche Ermittlungsbehörde) nach Fraustadt versetzt, wo er 1799 zum Referendar ernannt wurde.

### Berufliche Tätigkeit als Justizrat und Notar
Im Januar 1800 wurde er zum Justiz-Commissarius und Notarius publicus bestellt. Nur vier Monate später wurde er zusätzlich Amts-Justiziar von Priedemost, einem Gemeindeteil der Gemeinde Groß-Glogau. Später wurde er noch zum Amts-Justiziar von 22 Dörfern bei Glogau ernannt.
Als der Vater im Jahre 1801 starb, bezog er das väterliche Haus in Glogau.
Nach der Niederlage der Preußen gegen Napoleon in der Schlacht bei Jena und Auerstedt im Oktober 1806 besetzte Napoleon Berlin am 27. Oktober 1806. Im Frieden von Tilsit verlor Preußen die Hälfte seines Staatsgebiets und musste hohe Kontributionen leisten. Die Festung Glogau wurde als Pfand besetzt. Infolge der unerschwinglichen Kriegskontributionen, die die wohlhabenden Bürger in Glogau durch die französische Besetzung zu tragen hatten, sah sich der Schwiegervater Cramer gezwungen, die Herrschaft Köben mit Verlust fast seines gesamten Vermögens zu verkaufen. Auch das bedeutende Vermögen seiner Ehefrau ging verloren. Sein Schwiegersohn Sattig verlor dadurch ebenfalls 15.000 Thaler.
Da das Haus in Glogau mit der Einquartierung und Verpflegung von Offizieren überlastet wurde, verkaufte Sattig 1808 das Haus und erwarb das Rittergut Ziebern in der Landgemeinde Kuttlau in der Nähe von Glogau.
1807 war der Schwager Heinrich Huldreich Peter von Béguelin ohne Bezüge aus dem Staatsdienst ausgeschieden, weil er sich von dem Minister Stein zurückgesetzt fühlte und er nicht für die französische Besatzungsmacht arbeiten wollte. Er zog sich nach Glogau zurück, wo er Aufnahme fand bei den Eheleuten Sattig auf deren Gut Ziebern. Dort herrschten durch die französische Besatzung und Einquartierung bedrückende Verhältnisse, sodass beide Familien auf die notdürftigsten Räumlichkeiten beschränkt waren. In dieser Zeit schrieb Béguelin seine „Denkwürdigkeiten“ nieder. Erst 1810 trat er auf Bitten des neu ernannten Staatskanzlers Hardenberg wieder in den preußischen Staatsdienst ein.
Die Landwirtschaft hatte Sattig aus Neigung theoretisch studiert. Nach dem Erwerb des Gutes Ziebern hatte er Gelegenheit, sich praktisch mit Hilfe eines erfahrenen Ökonomen zu betätigen. Dies brachte ihm eine große Anzahl von Mandaten von Grundbesitzern ein, die fern von ihren Gütern wohnten und eine vertrauensvolle Person benötigten, die die Oberaufsicht mit Kenntnis, Umsicht und Ehrlichkeit führte. So übernahm er 1811 das Mandat des bei Glogau aufgewachsenen, nunmehr in Paris lebenden Gustav Graf von Schlabrendorf (1750–1824), Sohn des verstorbenen dirigierenden preußischen Ministers für Schlesien Ernst Wilhelm von Schlabrendorf (1719–1769).
Der Vater war befreundet mit dem Schwiegervater von Sattig, sodass sich die Familien gut kannten. Von seinem Vater hatte der Graf ein beträchtliches Vermögen, u. a. die Herrschaft Kolzig, geerbt. Schlabrendorf war ein Sonderling, Weltbürger, politischer Schriftsteller, Aufklärer, Freimaurer, Sympathisant und späterer Kritiker der Französischen Revolution. Er schrieb ein kritisches Werk über Napoléon Bonaparte. Nachdem 1813 die Befreiungskriege zur Befreiung von der französischen Besatzung ausgebrochen waren, bevollmächtigte er seinen Generalbevollmächtigten Sattig, der preußischen Staatskasse in Breslau sofort 10.000 Thaler zu überweisen.
Die Güter des Grafen waren vom Staat sequestriert. Der Graf kümmerte sich kaum um sein Vermögen in Deutschland, lebte in bescheidenen Verhältnissen und verlangte auch nicht die Auszahlung der Erträge, sodass Sattig den Ertrag in Kapital anlegen musste. Auf die jährlich übersandten Abrechnungen reagierte der Graf nicht, sodass Sattig 1817 persönlich nach Paris reiste, um den Sonderling zu veranlassen, die Abrechnungen zu überprüfen und seinen Bevollmächtigten zu entlasten. Dieser starb am 21. August 1824. Bargeld fand sich nur so wenig vor, dass die preußische Gesandtschaft die Begräbniskosten vorschießen musste. Ein vorgefundenes Testament von 1785 war so geartet, dass es mehrfach angefochten ward. Wegen der Erbauseinandersetzung endete das Mandat erst 1838.
Mehrere andere Aufträge, z. B. für Evelina Antonia Theresia Josepha Gräfin v. Schlabrendorf (1809–1895), die 1831 Maria Wilhelm Joseph Xaver Alois Graf v. Sickingen-Hohenburg (1777–1855) heiratete, zur Verwaltung ihres Ritterguts Schweidnitz in Grünberg sowie für den Freiherrn von Tschammer und Quaritz auf Quaritz für dessen Rittergut, hat er bis zu seinem Lebensende erfolgreich ausgeführt.
1811 wurde Sattig zum Justizrat des Glogauer Kreises ernannt, musste aber dafür die Prozesspraxis beenden. Das Notariat behielt er aber. Eine große Anzahl von Aufträgen durch das Königl. Oberlandesgericht in Glogau und die Königl. Regierung in Liegnitz hat er zur völligen Zufriedenheit ausgeführt. Ihm wurde dafür der Rote Adler-Orden Vierter Klasse verliehen. Auf eigenen Wunsch schied er 1839 aus dem Staatsdienst aus.

### Tätigkeit für die Stadt Glogau
Als die Besatzung der Festung Glogau im Jahre 1815 endete, befand sich die Stadt Glogau in einem sehr schlechten Zustand. Die Kämmerei war ganz zerrüttet. Sehr hohe Schulden waren aufgelaufen, da die Bürger jahrelang Lieferungen zur Befriedung der Bedürfnisse der Besatzungsmacht geleistet hatten, die nicht bezahlt waren. Auch mussten die Bürger Barleistungen an die Besatzungsmacht leisten, für die die Stadt die Bürgschaft übernommen hatte. Die Reparatur bzw. Neuerstellung der zerstörten städtischen Gebäude, wie z. B. die Vorwerke, Brücken und Ziegeleien, forderten tägliche Ausgaben. Das größte Übel waren aber die leerstehenden Gebäude, da während der Besatzungszeit das Königliche Oberlandesgericht und die Königliche Regierung nach Liegnitz verlegt worden waren, das nicht von den Franzosen besetzt war.
Zunächst wurden die Bitten der Stadt um Rückverlegung selbst vom König abgelehnt. Dann beschloss die Stadtverordnetenversammlung eine Deputation nach Berlin zu schicken, welche auf die Zustände in der Stadt Glogau hinweisen sollte. Nachdem zunächst niemand bereit war, dieses zeitaufwendige Amt, das wenig Erfolg versprach, zu übernehmen, wurde Sattig von dem Vorsteher der Stadtverordnetenversammlung Weisbach angesprochen. Er erklärte sich bereit, zum Wohl seiner Vaterstadt das Präsidium dieser Deputation zu übernehmen. Mit dem Kommerzienrat Strahl und dem Vorsteher Weisbach begab sich die Deputation 1816 nach Berlin und konnte innerhalb von sechs Wochen durch die drastische Schilderung der Zustände erreichen, dass das Königliche Oberlandesgericht nach Glogau zurückkehrte und eine Unterstützung von 12.000 Thalern aus dem Communal-Akzise-Fonds und ein zinsfreier Vorschuss von 5.000 Thalern zum Ausbau der Ziegeleien gewährt wurden. Dies führte dazu, dass Vertrauen in die städtische Verwaltung zurückkehrte, die Häuser wieder Mieter durch die Bediensteten des Gerichts und die Kämmerei frische Kräfte erhielten.
Die Stadtgemeinde sprach ihren Dank an den Retter aus der Not mit einem Festmahl aus, bei dem Sattig ein vergoldeter Silberbecher überreicht wurde und er das Diplom als Ehrenbürger erhielt. Weiterhin erhielt er die Würde eines Stadtältesten.
Im Jahre 1818 wurde er zum Stadtverordneten gewählt, in deren Versammlung Sattig bis Ende 1824 ein wichtiges Mitglied durch seine juristischen und ökonomischen Kenntnisse war.